# Rival Turf!
Rival Turf!, ou Rushing Beat (ラッシング・ビート) au Japon, est un jeu vidéo de type beat them all en 2D à défilement horizontal développé et édité par Jaleco en 1992 sur Super Nintendo. Il s'agit du premier opus de la série Rushing Beat de Jaleco.

## Synopsis
Dans un Los Angeles imaginaire (Neo Cisco), Maria (Heather), la sœur du policier Rick Norton (Jack Flack), est kidnappée par le gang des Street Kings mené par Kintark (Big Al),. Rick et son ami Douglas Bild (Oozie  Nelson) partent à sa recherche dans les bas-fonds de la ville, avant de s'envoler pour l'Amérique du Sud.

## Système de jeu
Le système de jeu est très similaire à Final Fight et Streets of Rage. Le jeu est constitué de 6 niveaux. Des passages secrets existent entre les niveaux auxquels on peut accéder sous certaines conditions.

## Informations Supplémentaires
Les versions non-japonaises ont fait l'objet de modifications, en particulier une réduction du synopsis et le changement des noms des personnages.

## Rééditions
- 2010 sur la console virtuelle de la Wii.

## Série
1. Rival Turf! (Rushing Beat) (1992)
2. Brawl Brothers (1992)
3. The Peace Keepers (1993)